# دايسوكي سودو
دايسوكي سودو (باليابانية: 須藤 大輔) (25 أبريل 1977 في يوكوهاما في اليابان – )؛ هو لاعب كرة قدم ياباني سابق كان يلعب كمهاجم.

## وصلات خارجية
- دايسوكي سودو على موقع رابطة كرة القدم اليابانية للمحترفين (اليابانية)
- دايسوكي سودو على موقع قاعدة بيانات كرة القدم.إي يو (الإنجليزية)
- دايسوكي سودو على موقع Soccerway.com (الإنجليزية)
- دايسوكي سودو على موقع عالم كرة القدم.نت (الإنجليزية)